# Ilmtal
Ilmtal este o comună din landul Turingia, Germania.